# Botaničnyj Žurnal
Botaničnyj Žurnal (abreviado Bot. Zhurn. (Kiev)) fue una revista con ilustraciones y descripciones botánicas que fue publicada en Kiev desde 1940 hasta 1955 con el nombre de Botanichnyi Zhurnal. Journal Botanique de l'Academie des Sciences de la RSS d'Ukraine. Fue precedida por Zhurnal Instytuto Botaniky Vseukrains'koi Akademii Nauk y reemplazado por Ukrayins'kyi Botanichnyi Zhurnal.